# Power Windows
Power Windows – jedenasty album studyjny kanadyjskiej grupy Rush.

## Lista utworów
1. "The Big Money" – 5:36
2. "Grand Designs" – 5:05
3. "Manhattan Project" – 5:05
4. "Marathon" – 6:09
5. "Territories" – 6:19
6. "Middletown Dreams" – 5:15
7. "Emotion Detector" – 5:10
8. "Mystic Rhythms" – 5:54